# Милиес (дем Бешичко езеро)
Вижте пояснителната страница за други населени места с името Милиес.
Милиѐс (на гръцки: Μηλιές) е село в Гърция, част от дем Бешичко езеро (Волви) в област Централна Македония с 362 жители (2001).

## География
Милиес е разположено на брега на Орфанския залив южно от Ставрос.